# Castelo Dinefwr

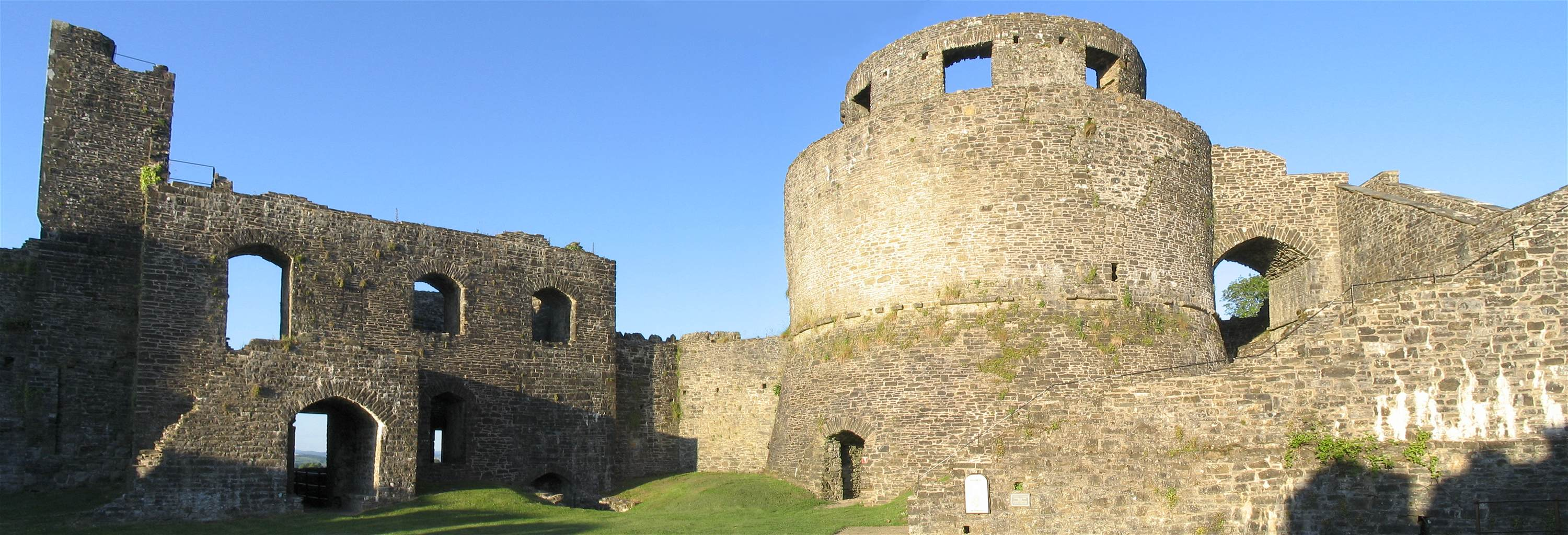
Castelo Dinefwr, País de Gales.

O Castelo Dinefwr (em língua inglesa Dinefwr Castle) é um castelo atualmente em ruínas localizado em Llandeilo, Carmarthenshire, País de Gales. 
Encontra-se classificado no Grau "II" do "listed building" desde 9 de setembro de 1985.